# Sakarya University Middle East Institute
 (novembre 2019).
Sakarya University Middle East Institute (en turc : Sakarya Üniversitesi Ortadoğu Enstitüsü) est un organisme situé sur le campus de l'Université de Sakarya (Adapazarı, Turquie).

## Historique
L’idée de l’Institut du Moyen-Orient de l’Université Sakarya remonte à 2005, année de la publication du premier numéro de la revue annuelle du Moyen-Orient Ortadoğu Yıllığı par un groupe d’universitaires, dont le directeur fondateur de l’institut, Kemal Inat (en). Au lendemain du Printemps arabe, cette idée s'est concrétisée avec l'ouverture d'un programme de master sur le Moyen-Orient dans le cadre de l'Institut de sciences sociales de l'université de Sakarya en mai 2012. La même année, un programme de master en ligne sur le Moyen-Orient a été inauguré. Le premier congrès sur la politique et la société du Moyen-Orient s'est tenu du 9 au 11 octobre 2012.
Après l'ouverture d'un autre programme de doctorat pour le Moyen-Orient, le Centre d'études sur le Moyen-Orient de l'Université de Sakarya a été créé le 11 décembre 2013. L'intérêt principal du centre était l’effet du Printemps arabe sur la politique, la société et l’économie du Moyen-Orient. En conséquence, le deuxième congrès sur la politique et la société au Moyen-Orient a été organisé afin de traiter des effets du Printemps arabe sur le Moyen-Orient.
Selon le directeur fondateur de l'institut, le besoin en Turquie d'experts en matière de formation au Moyen-Orient est devenu un problème, en particulier après deux événements politiques importants au début du XXIe siècle, l'intérêt croissant de la Turquie pour le Moyen-Orient et les troubles politiques survenus après le printemps arabe. Motivé par ces développements politiques, le centre s'est réorganisé en institut, officiellement créé le 25 mai 2015 et tous les programmes d'études et le personnel ont été transférés à cet institut. Toutefois, l’institut continue à utiliser ORMER comme abréviation, forme abrégée de Ortadoğu Merkezi (centre du Moyen-Orient).

## Activités
Dans le cadre de sa mission, l’Institut du Moyen-Orient de l’Université Sakarya offre diverses possibilités, notamment des séries de conférences, des ateliers et des activités de sensibilisation. L'institut publie des brochures, des rapports , des notes d'orientation et des commentaires sur l'actualité du Moyen-Orient.
L’activité principale de l’institut est d’organiser tous les deux ans le congrès du Moyen-Orient sur la politique et la société. Avant la création de l'institut, ce congrès avait été organisé par le département des relations internationales de l'Université Sakarya en 2012. Le deuxième congrès sur la politique et la société du Moyen-Orient avait été organisé par le Centre d'études sur le Moyen-Orient de l'Université de Sakarya en 2014.

## Publications
- The Middle East Annual (en turc : Ortadoğu Yıllığı) couvre les développements politiques, économiques et sociétaux dans chaque pays du Moyen-Orient.
- Turkish Journal of Middle Eastern Studies (Türkiye Ortadoğu Çalışmaları Dergisi), publié depuis 2014, revue universitaire à comité de lecture[8],[9].